# Kootenichela deppi
Kootenichela deppi (лат.) — вид вымерших морских членистоногих из класса Megacheira, единственный в роде Kootenichela, возраст остатков около 500 млн лет.

## Описание
Обнаружена в отложениях кембрийского периода: Национальный парк Кутеней (англ. Kootenay National Park, Stanley Glacier, Британская Колумбия, Канада), возраст около 500 млн лет. Kooteninchela deppi обитала в морском шельфе. Род Kootenichela, по-видимому, принадлежит к примитивным членистоногим и предположительно сестринский к таксону Worthenella. В целом, эта группа может быть предковой к современным ракообразным и скорпионам (паукообразным). Kootenichela deppi имеет удлинённое тело (около 4 см), состоящее из по крайней мере 29 сегментов одинаковой формы и внешнего вида. Каждый сегмент оканчивается одной парой придатков. Строение когтеподобных головных придатков (передних конечностей) напоминает ножницы (каждый с тремя отростками — «лезвиями»). На голове есть большие глаза, сидящие на выступающих стебельках.

## Этимология
Вид был впервые описан в 2013 году английским палеонтологом Дэвидом Леггом (David Legg, Department of Earth Science and Engineering, Imperial College London, South Kensington Campus, Лондон) и назван в честь американского актёра Джонни Деппа, за его роль в фильме «Эдвард Руки-ножницы» (1990), так как руки героя и морфология придатков Kootenichela deppi обладают некоторым сходством. Родовое название Kootenichela состоит из двух слов: имени парка (англ. Kootenay National Park), где найден типовой экземпляр, и латинского слова chela.
По словам Дэвида Легга, автора открытия, он сразу придумал имя для нового существа:

Когда я впервые увидел пару изолированных когтей в ископаемых остатках, я не мог не думать об Эдварде Руки-ножницы. Даже родовое название, Kootenichela, включает ссылку на этот фильм, поскольку 'chela' на латыни означает «когти», или «ножницы». По правде говоря, я также немного поклонник Деппа и что может быть лучше, чтобы почтить человека, чем увековечить его как древнее существо, которое когда-то бродило по морю?
Оригинальный текст (англ.)When I first saw the pair of isolated claws in the fossil records of this species I could not help but think of Edward Scissorhands. Even the genus name, Kootenichela, includes the reference to this film as 'chela' is Latin for claws or scissors. In truth, I am also a bit of a Depp fan and so what better way to honour the man than to immortalise him as an ancient creature that once roamed the sea?